# Clossiana victoria
Clossiana victoria är en fjärilsart som beskrevs av Edwards 1891. Clossiana victoria ingår i släktet Clossiana och familjen praktfjärilar. Inga underarter finns listade i Catalogue of Life.